# Ciriola romana
La ciriola romana è un tipo di pane tipico della regione Lazio.
Pur essendo ormai assai raro, è incluso tra i prodotti agroalimentari tradizionali laziali (PAT) riconosciuti dal Ministero delle politiche agricole alimentari e forestali: infatti si trattava di uno dei tipi di pane più tipici della cucina romana; più tardi venne soppiantata prima dalla michetta, comunemente chiamata rosetta, poi da altri panini.

## Etimo
Il nome le deriva dalla relativa somiglianza con la forma di una giovane piccola anguilla, un tempo tipica delle acque del Tevere, detta appunto ciriola; oppure dal femminile dell'aggettivo latino cereŏlus, ossia del colore di un cero: infatti, le candele in cera d'api hanno un tipico colore ambrato.

## Descrizione
È un panino di taglio che varia dai 70 ai 100 g; ha una forma ovale appuntita ai due lati in modo tale da essere paragonato a una palla da rugby. La forma spiccatamente oblunga a mo' di pesciolino è riconoscibile soprattutto nelle pagnottine non ancora infornate. La ciriola ha una crosta chiara ma croccante, con un ampio solco di lievitazione che percorre la zona superiore, e abbondante mollica, particolare questo che la distingue dalla più nota rosetta; non ha alveolatura particolarmente spiccata.

## Preparazione
Partendo da farina, acqua e lievito, si crea una biga per una prima fermentazione di circa 18 ore a circa 18 gradi; in seguito, si estende la lievitazione a tutto l'impasto aggiungendo acqua, sale e farina.  Questo procedimento di panificazione è noto come metodo indiretto. In seguito, l'impasto viene diviso in porzioni di circa un etto per essere poi appiattito e arrotolato ottenendo la forma oblunga della ciriola, appuntita agli estremi. La parte superiore viene incisa per consentire l'ulteriore crescita in forno.

## Uso
Spesso combinata alla mortadella, era un tempo il tipico supporto per i panini dei lavoratori, uso questo ormai caduto nel dimenticatoio dato che la ciriola oggi è difficilmente reperibile (ragion per cui viene talvolta preparata seguendo ricette casalinghe). La ciriola può essere tagliata anche a fettine. Perde rapidamente fragranza (seppure meno rapidamente della rosetta), ma può sempre essere usata per preparare dei crostini oppure inspessire minestre il giorno seguente.

## Prezzo e offerta della ciriola
In origine era il panino romano per eccellenza. Già ai tempi del fascismo, il governo ritenne opportuno tutelarne produzione e consumo per garantire il consenso politico alla dittatura. Un momento cruciale nella storia della ciriola venne comunque ai tempi dell’inflazione galoppante degli anni Settanta: all'epoca, la ciriola era un bene a prezzo calmierato: si trattava una politica perseguita del comitato provinciale prezzi che mirava a garantire l’accesso a un pane dal prezzo modico e protetto da aumenti incontrollati. D'altro canto, la sua fama era contrastata da quella della michetta, panino originario del Norditalia che nella capitale viene appunto chiamato rosetta. 
Il prezzo della ciriola veniva stabilito tuttavia senza che si potessero stabilire vigilanze sui costi e adottare sufficienti misure affinché l’offerta venisse effettivamente garantita. In altre parole, era improbabile che il prodotto si potesse trovare in quantità sufficiente per soddisfare la domanda esercitata dalla popolazione in base ai prezzi stabiliti dalla politica: dalle 240 lire/kg del 1975 alle 480 nel 1978. Infatti, dato che i panificatori per una ragione o per l'altra non trovavano più vantaggioso produrla, la produzione calava, mentre la qualità del prodotto andava peggiorando di pari passo. Nel 1979 l'Unione commercianti ne richiese un aumento di quasi il 50%, subito contrastata dai sindacati. A tal punto non era chiaro chi dovesse avere l'ultima parola e alla fine i panifici preferirono offrire altri tipi di pane come la summenzionata rosetta; fu così che la ciriola si ritirò gradualmente dal mercato fino agli anni Ottanta, periodo in cui divenne un bene introvabile. 
Si tratta del resto di un fenomeno di carenza conosciuto anche dalla storia di altri prodotti come le sigarette nazionali, anch'esse legate a un prezzo massimo.  Il calmiere dei prezzi, seguito comunque dalle mutate abitudini alimentari, siglò il tracollo della fama della ciriola, la cui diffusione non sarebbe ritornata ai livelli originari neanche in seguito alla vicenda. Nonostante i tentativi di rilancio, come anche più tardi le rosette, le ciriole si sono infatti convertite in un prodotto di nicchia.